# Clàssica de Sant Sebastià 2018
La Clàssica de Sant Sebastià 2018 va ser la 38a edició de la Clàssica de Sant Sebastià i es disputà el dissabte 4 d'agost de 2018 a Euskadi sobre un recorregut de 229 quilòmetres. La cursa començà i acabà a Sant Sebastià i fou la 26a prova de l'UCI World Tour 2018.
El vencedor final fou el francès Julian Alaphilippe (Quick-Step Floors), que s'imposà a l'esprint al seu company d'escapada, el neerlandès Bauke Mollema

## Equips
20 equips participen en aquesta edició de la Clàssica de Sant Sebastià, els 18 equips World Tour i quatre equips continentals professionals:
| WorldTeams (18)- Sky - AG2R La Mondiale - Astana - Bahrain-Merida - BMC Racing Team - Bora-Hansgrohe - Groupama-FDJ - Lotto Soudal - Mitchelton-Scott - Movistar Team - Quick-Step Floors - Dimension Data - EF Education First-Drapac p/b Cannondale - Katusha-Alpecin - Lotto NL-Jumbo - Team Sunweb - Trek-Segafredo - UAE Team Emirates Equips continentals professionals (4)- Burgos-BH - Caja Rural-Seguros RGA - Cofidis, Solutions Crédits - Euskadi Basque Country-Murias |
| |

## Classificació final
| \| Classificació general \| Classificació general \| Classificació general \| Classificació general \| Classificació general \| \| Corredor \| Corredor \| Equip \| Temps \| \| \| --------------------- \| --------------------- \| -------------------------- \| --------------------- \| --------------------- \| \| 1r \| Julian Alaphilippe \| Quick-Step Floors \| 6h 03' 45" \| \| \| 2n \| Bauke Mollema \| Trek-Segafredo \| + 0" \| \| \| 3r \| Anthony Roux \| Groupama-FDJ \| + 16" \| \| \| 4t \| Greg Van Avermaet \| BMC Racing Team \| + 16" \| \| \| 5è \| Julien Simon \| Cofidis, Solutions Crédits \| + 16" \| \| \| 6è \| Rigoberto Urán \| EF Education First-Drapac \| + 16" \| \| \| 7è \| Ion Izagirre Insausti \| Bahrain-Merida \| + 16" \| \| \| 8è \| Robert Gesink \| LottoNL-Jumbo \| + 16" \| \| \| 9è \| Steven Kruijswijk \| LottoNL-Jumbo \| + 16" \| \| \| 10è \| Antwan Tolhoek \| LottoNL-Jumbo \| + 16" \| \| \| 11è \| Rudy Molard \| Groupama-FDJ \| + 20" \| \| \| 12è \| Daniel Martin \| UAE Team Emirates \| + 43" \| \| \| 13è \| Toms Skujiņš \| Trek-Segafredo \| + 48" \| \| \| 14è \| Igor Antón Hernández \| Dimension Data \| + 49" \| \| \| 15è \| Daryl Impey \| Mitchelton-Scott \| + 51" \| \| |                       |                            |            |
| |                       |                            |            |
| Font: ProCyclingStats |                       |                            |            |
| Classificació general |                       |                            |            |
| Corredor | Corredor              | Equip                      | Temps      |
| 1r | Julian Alaphilippe    | Quick-Step Floors          | 6h 03' 45" |
| 2n | Bauke Mollema         | Trek-Segafredo             | + 0"       |
| 3r | Anthony Roux          | Groupama-FDJ               | + 16"      |
| 4t | Greg Van Avermaet     | BMC Racing Team            | + 16"      |
| 5è | Julien Simon          | Cofidis, Solutions Crédits | + 16"      |
| 6è | Rigoberto Urán        | EF Education First-Drapac  | + 16"      |
| 7è | Ion Izagirre Insausti | Bahrain-Merida             | + 16"      |
| 8è | Robert Gesink         | LottoNL-Jumbo              | + 16"      |
| 9è | Steven Kruijswijk     | LottoNL-Jumbo              | + 16"      |
| 10è | Antwan Tolhoek        | LottoNL-Jumbo              | + 16"      |
| 11è | Rudy Molard           | Groupama-FDJ               | + 20"      |
| 12è | Daniel Martin         | UAE Team Emirates          | + 43"      |
| 13è | Toms Skujiņš          | Trek-Segafredo             | + 48"      |
| 14è | Igor Antón Hernández  | Dimension Data             | + 49"      |
| 15è | Daryl Impey           | Mitchelton-Scott           | + 51"      |